# Политковский, Игорь Владимирович
Игорь Владимирович Политковский (3 апреля 1930 — 2 сентября 1984) — российский скрипач. Сын певца Владимира Политковского.
Окончил Музыкальное училище при Московской консерватории (1950) у Юрия Янкелевича и Московскую консерваторию (1955) у Давида Ойстраха. Участвовал в наиболее престижных международных конкурсах скрипачей, был отмечен премиями на Конкурсе имени королевы Елизаветы в Брюсселе (1955, 11-я премия), Конкурсе имени Маргерит Лонг и Жака Тибо в Париже (1957, 4-я премия вслед за Борисом Гутниковым и Виктором Пикайзеном), Конкурсе имени Паганини в Италии (1963, 6-я премия).
В 1966—1971 гг. преподавал в Тбилисской консерватории (с 1969 доцент). В 1968 г. вместе с Мариной Яшвили основал Камерный оркестр Грузинской ССР и до 1971 г. был его первым художественным руководителем.
Политковский оставил записи камерных произведений Антона Рубинштейна, Милия Балакирева, Сергея Танеева, Петра Чайковского, Сергея Рахманинова, Александра Гречанинова, Феликса Мендельсона, Антонина Дворжака, Яна Сибелиуса, Отара Тактакишвили. По воспоминаниям пианиста Евгения Эпштейна, часто аккомпанировавшего Политковскому,

больше всего душа его тяготела к музыке романтической. Шуман, Брамс, Григ, Венявский, Паганини— их произведения составляли золотой фонд репертуара Игоря. Его последним «хитом» была Соната О. Респиги, которую он с успехом исполнял во многих городах мира, а самый бурный её триумф состоялся в Италии — это яркое эмоциональное произведение было словно специально создано для его масштабного романтического дарования.